# Tiny Legs Tim
 (janvier 2023).
Tiny Legs Tim (Westoutre, 28 novembre 1978 - Gand, 25 mai 2022), nom d'artiste de Tim De Graeve, était un guitariste et auteur-compositeur-interprète belge de blues. Il jouait aussi de l'harmonica. Tim était l'inspirateur de la scène flamande du blues et du roots dans les années 2010 et il avait son propre label Sing My Title.

## Biographie
Tim, élevé dans la campagne de Westoutre, découvert son amour pour la musique blues dans la collection de disques de son père comme un album acoustique de Blind Lemon Jefferson. Dès l'âge de huit ans, il prend des cours de guitare classique et commence rapidement à écrire ses propres chansons. À dix-sept ans, Tim monte son premier groupe de blues.
Tim part pour Gand pour étudier la biologie à l'université. Au cours d'une période, il travaille comme professeur et jouer avec son groupe The Heartfakers n'était qu'un hobby. Pendant les graves problèmes de santé de sa vingtaine, Tim se concentre sur l'apprentissage de la guitare slide de son grand-père, sur l'étude des classiques du blues comme le Delta blues et sur l'écriture de chansons. À vingt-neuf ans, il décide de poursuivre son rêve d'une carrière musicale après tout. En 2009, il sort son premier EP Please Dr Please sous le nom de Tiny Legs Tim & The Concrete Blues Band. Puis il se concentre sur la publication du travail solo en tant qu'auteur-compositeur-interprète.
Son nom d'artiste, « Tiny Legs », fait référence à son apparence petite et maigre, résultat de sa grave maladie du foie. Il était inspiré de certains de ses héros du blues comme Blind Willy Johnson, Big Bill Broonzy et Sleepy John Estes, qui portent également des noms à trois voix et décrivent souvent une caractéristique physique. Il trouvait ce nom drôle et plein d'autodérision. C'est une façon de gérer son « nouveau » corps.
À Gand, notamment dans le quartier de Klein Turkije, Tiny Legs Tim devient la voix d'une toute nouvelle génération de blues, avec son collègue Lightnin' Guy. En 2011, Guy commence à organiser des jams de blues électrique, d'abord dans de petits B&B, puis au Volkshuis. De 2014 à 2018, ils co-organisent le festival de blues Boogieville au Balzaal de De Vooruit.
En 2015, avec son aide et ses conseils, les bons amis de Tim, Marie Follebout et Jelle de Boevé, deviennent propriétaires et fondateurs du club Missy Sippy de concerts blues et roots  à Klein Turkije, où Tim devient musicien-maison. Il produit à de nombreuses reprises et dirige les jams de blues. En outre, lui et le club recherche des styles de musique alternatifs tels que le funk, l'americana, le jazz, la country, le rock 'n' roll, le burlesque et la soul afin de donner une chance à davantage de jeunes musiciens. Tim organise jusqu'à sa mort le Missy Sippy Blues & Roots Festival avec une trentaine concerts à chaque fois pendant les dix jours des Fêtes de Gand en juillet,. À l'occasion du cinquième anniversaire du club, Tim sort en mars 2020 un album intitulé Missy Sippy All Stars Volume 1, enregistré avec une vingtaine de musiciens prometteurs.
Pour trouver l'inspiration dans le blues, Tim voyage en Louisiane aux États-Unis en 2017, notamment à la Nouvelle-Orléans. La musique africaine comme les Maliblues et le blues touareg l'ont également inspiré en raison de leur aspect rythmique, avec beaucoup de percussions.
Tim se produit principalement en solo avec son « One Man Blues Band » dans des clubs et des festivals à travers l'Europe. Il joue comme acte de soutien pour Pete Doherty, John Mayall, The North Mississippi Allstars, Graham Parker, Bombino et Ian Siegal. Sa réputation sur scène s'est avérée irréprochable.
Tim a publié tous ses disques en indépendant afin de garder le contrôle total de son identité musicale. Ainsi, il aimait faire des disques avec lui seul comme chanteur et musicien. En 2015, Tim lance un véritable label de disques appelé Sing My Title avec le sorti de son troisième disque Stepping Up. Le label publie des albums de musiciens locaux de blues et de roots tels que Kaai Man de Temse, Paul Couter, Steven Troch de Mechelen, Little Jimmy et le groupe A Murder in Mississippi,,.
Exacte un an après sa mort, Tim a reçu un hommage posthume avec la sortie de son single Death Bells Ringing le 25 mai 2023 et après le 28 novembre, son anniversaire, la sortie de l'album Sing My Title avec quinze nouvelles chansons inédites, suivi du concert commémoratif "Sing My Title: Friends & Artists celebrating Tiny Legs Tim" à Gand.

## Privé
Tim a souffert d'une grave maladie du foie pratiquement toute sa vie d'adulte et a subi deux transplantations du foie dans sa vingtaine. Lors de la troisième transplantation, il est mort d'une crise cardiaque pendant l'opération, à l'âge de 43 ans.

## Discographie
- Please Dr. Please - EP - 2009
- They say small birds don't fly too high - EP - 2010
- One Man Blues - CD/LP - 2011
- Constant Constable - EP - 2011
- Cortisone Blues - single - 2012
- TLT - CD/LP - 2013
- Diggin' deeper - EP - 2013
- Stepping up - CD/LP - 2015
- Sad Sad - single - 2016
- Live at Sint-Jacobs - LP/CD - 2016
- Melodium Rag - LP/CD - 2017
- Elsewhere Bound - LP/CD - 2019
- Future Poets - single - 2019
- Missy Sippy All Stars Vol. I - LP/CD - 2020
- Call us when it's over - LP/CD - 2020
- Death Bells Ringing - single - 2023
- Sing My Title - LP/CD - 2023